# Blues
A blues egyszerre egy zenei forma és egy zenei műfaj, amely a 19. századi, Egyesült Államokbeli mélydéli afroamerikai közösségektől származik, spirituális- és munkadalokból, hollerekből, üvöltésekből, kántálásokból és ritmikus elbeszélő-balladákból áll. A blues alapját a tipikus akkordmenet és a blue note jellemzi. A tizenkét ütemes blues az egyik legelterjedtebb akkordmenet, de ezek a tulajdonságok megtalálhatók a dzsesszben, a rhythm and bluesban és rock and rollban is.
A bluest nem csak az alapvető ismertetőjegyei jellemzik, hanem az ének, a basszusmenet és a hangszerek is. Számos alműfaja létezik, a vidéki bluestól kezdve a városi bluesig, ahol többé-kevésbé népszerű volt a 20. század különböző időszakaiban, de a legismertebb a delta, a Piedmont, a jump és a Chicago blues. A második világháború után az akusztikust felváltotta az elektromos blues és még ismertebb lett. Az 1960-as és az 1970-es években kifejlődött a blues-rock műfaj.
A „the blues” angol kifejezés a „the blue devils”-t jelenti (magyarul „a kék ördögök”), amely a fájdalmasságra és a szomorúságra utal. Ezt a kifejezést George Colman, Blue Devils című 1798-as egyfelvonásos komédiájában lehetett először hallani. Viszont meglehet, hogy a kifejezés máshonnan ered: az afro-amerikai zenét játszó Hart Wand Dallas Blues című 1912-es száma volt a legelső bejegyzett blues zenemű. A szám szövegében gyakran tetten érhető a depressziós hangulat.

## Forma
A bluesforma egy körökre osztott harmóniamenet, ami ismétlődik. Ez az afro-amerikai zene "kérdezz-felelek" stílusára vezethető vissza. A huszadik század első évtizedeiben a bluesforma még nem volt ismeretes. A korai előadók, mint Bessie Smith sikereinek köszönhetően a tizenkét ütemes bluesforma zenei szabvánnyá vált a húszas-harmincas évekre. Egyéb létező akkordprogressziók, mint a nyolc ütemes blues szintén a blues nevezéktan témakörébe kerülnek. Példának okáért a How Long, How Long Blues, a Trouble in Mind és Big Bill Broonzy Key to the Highway-je. Emellett létezik tizenhat ütemes blues is, mint Ray Charles Sweet 16 Bars-a vagy Herbie Hancock Watermelon Manje. Nem megszokott ütemszámú blueszal is találkozhatunk, például Howlin' Wolf Sitting on Top of the World-je kilenc ütemes.
| I  | I vagy IV | I | I7       |
| IV | IV        | I | I7       |
| V  | V vagy IV | I | I vagy V |

| C | C vagy F | C | C7       |
| F | F        | C | C7       |
| G | G vagy F | C | C vagy G |

Egy standard 12 ütemű bluesszöveg a tizenkét ütemes bluesformára utal, melynek metruma 4/4. A hagyományos blueskör három akkordot tartalmaz. Ezeket római számokkal jelöljük, ahol az első fok (tonika) jelenti az I. fokot, a negyedik fok (szubdomináns) a IV. fokot, az ötödik fok (domináns) az V. fokot. A zenében a tonika jelenti a nyugvópontot, a domináns erre vezet vissza, angol nyelvterületen ezt turnaroundnak nevezik. A tizenkét ütemes blues formában ezek a harmóniai mozgások valósulnak meg, mellékfokok nem szerepelnek.
A modalitás fogalma szerint az I., IV. és V. fokú harmóniák dúrhármashangzatok. Amennyiben a tercépítkezésű akkordok elméletén haladunk, az első és negyedik fok egy dúrmajor négyeshangzatot, az ötödik fok egy dúrszeptimakkordot ad ki. Ezzel szemben (a modalitást elvetve) a bluesban gyakran mindhárom fok domináns módban szerepel, s mindhárom akkord dúrszeptim. Ez arra vezethető vissza, hogy az afro-amerikai népzene és a nyugat-európai komolyzene fúziója során a zeneileg képzetlen feketék egy dúrhármashangzatra alaphangról indított lá-pentaton skálát énekeltek. Ezzel különböző kromatikus hangok kerültek a harmóniába, mint a kisterc, a kisszeptim vagy a tritónusz.
A kisszeptim-távolság ugyanis a blues egyik alapvető karakterisztikája (ezt a hangközt "blues hetesnek" is nevezik). A "blues hetes" akkordokban szereplő szeptim valójában egy olyan hang, amely frekvenciailag 7:4 távolságban van az alaphangtól. A 7:4 távolság nem ad ki egyetlen olyan hangot sem, ami a nyugat-európai zenetudomány diatonikus skálájában szerepelne. Ettől függetlenül dúrszeptim négyeshangzatként kezeljük ezeket a kottában lejegyezhetetlen szeptimmel rendelkező akkordokat is.

A-moll pentaton-skála;

A bluesdallamok gyakran élnek a kisterc, tritónusz és kisszeptim hangközökkel.. Azonban ezek nem tiszta hangközök, úgynevezett "blue note"-ok. A temperáltságból adódóan ezeket kottában nem lehet lejegyezni, csakis nem temperált hangszereken vagy emberi hanggal lehet őket jól intonálni (zongorán, gitáron lehetetlen). Míg a tizenkét ütemes bluesprogresszió beleillik a klasszikus zeneelméletbe, a blues igazi karakterisztikáját a kisterc, a tritónusz és a kisszeptim megjelenése jelenti egy dúrjellegű skálában. Ezeket a hangokat általában glissandoknál vagy "előke" hangokként szólaltatták meg.
A bluesban az egyenletes, metrikus lüktetést a bluesos nyújtott ritmusok, vagy a sétáló basszus technika adja. Ezek a bluesos nyújtott ritmusok (shuffle) a swing-zenében is megtalálhatók. A legegyszerűbb shuffle az R&B-korszakban jelent meg a negyvenes-évek közepén, ahol három hangot játszottak a gitár alsó, mély húrjain. A shuffle-ritmust általában úgy szokták ritmizálni, mint "tí-ri – tí-ri – tí-ri – tí-ri". Ezt a ritmusképletet hívják swingelésnek, vagy swinges nyolcadoknak. Gitáron játszva egyenletes basszus hallható, vagy hasonló ritmusban el lehet játszani a skála alaphangjától kvintjéig, szextjéig tartó mozgást (szekundonként haladva) és vissza. A következő tabulatúra egy E-dúr blues első ütemeit írja le:
```

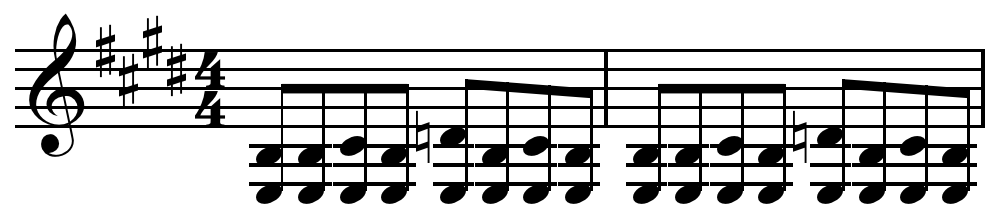
Shuffle vagy boogie E-dúrban.

E7                   A7                   E7                   E7
E |----------------|----------------|----------------|----------------|
B |----------------|----------------|----------------|----------------|
G |----------------|----------------|----------------|----------------|
D |----------------|2—2-4—2-5—2-4—2-|----------------|----------------|
A |2—2-4-2-5-2-4—2-|0—0-0—0-0—0-0—2-|2—2-4—2-5—2-4—2-|2—2-4—2-5—2-4—2-|
E |0—0-0—0-0—0-0—2-|----------------|0—0-0—0-0—0-0—2-|0—0-0—0-0—0-0—2-|
```

## Dalszövegek
A korai tradicionális bluesversszakok általában úgy néztek ki, hogy egy sort ismételtek meg négyszer. Ám, ez csak a 20. század első évtizedében volt így, mert később egy egyszerűbb felépítésű, úgynevezett AAB-minta követte: egy verssor első négy ütemen keresztül tart, megismétlődve a következő négy ütemig, majd végül egy befejező sor a végén. Az első két kiadott bluesdalban, a Dallas Blues-ban és a St. Louis Blues-ban, egy tizenkét-ütemes blues van AAB struktúrával. W. C. Handy, az utóbbi szám szerzője, azt írta, hogy ezt a dalszöveg-felépítést azért találta ki, hogy elkerülje a szöveg monotonitását. Az ének leginkább ritmikus beszédre emlékeztet, mint dallamra, s a korai években leginkább lazább elbeszéléseknek tűnnek. Az énekes „elmesélte nyers valósággal személyes bánatait elvesztett szerelemről, kegyetlen rendőrökről, fehérek általi elnyomásról és nehéz időkről”.
A dalszövegek gyakran tartalmaznak afro-amerikai társadalomban megtapasztalt problémákat. Blind Lemon Jefferson Rising High Water Blues 1927-es számában az 1927-es nagy Mississippi árvízről énekel:
Backwater rising, Southern peoples can't make no time

I said, backwater rising, Southern peoples can't make no time

And I can't get no hearing from that Memphis girl of mine.
Miközben a holtág emelkedik, a déli nép nem tud elmenekülni

Azt mondtam, miközben a holtág emelkedik, a déli nép nem tud elmenekülni

És nem hallom a memphisi lányom hangját.
Habár a blues nyomorúsággal és elnyomással is társult, azért születtek humoros dalszövegek is, mint például Big Joe Turner Rebecca című száma:
Rebecca, Rebecca, get your big legs off of me,

Rebecca, Rebecca, get your big legs off of me,

It may be sending you baby, but it's worrying the hell out of me.
Rebecca, Rebecca, vedd le a nagy lábadat rólam,

Rebecca, Rebecca, vedd le a nagy lábadat rólam,

Akár el is kergethetlek téged, mert eléggé nyugtalanít.
A hokum blues a komikus dalszövegeiről és a nevetséges előadásmódjáról volt híres. Tampa Red 1928-as Tight Like That száma egy ravasz szójáték: a „tight” magyarul azt jelenti, hogy „szoros”, ám itt a szerző arra gondol, hogy valaki egy bujább testi kapcsolatban áll más valakivel. A második világháború előtti időkben a dalszövegek témái gyakran a gazdasági válság, a gazdálkodás, az ördög, a szerencsejáték, a varázslat, az árvizek és az unalmas időszakok voltak. Viszont jóval egyszerűbbek lettek a háború utáni időkben és általában az énekes rokonainak bánatairól, vagy szexuális gondjairól szóltak.
Ed Morales író azt állította, hogy Robert Johnson Cross Road Blues című dala részben a joruba vallásról szól: „nem egészen tisztán, de burkolva az van benne, hogy Eshu védelme alá vesz egy keresztutat”. Viszont a keresztény hit azért ennél jóval kézzelfoghatóbb volt. Számos előadónak, mint például Charley Patton-nak vagy Skip James-nek, vallásos vagy spirituális dalai is voltak. Reverend Gary Davis és Blind Willie Johnson blues zenét játszottak, habár a szövegeik spirituális dolgokról szóltak.

## Történet

### Eredet
- 18 34 BluesCharley Patton, az amerikai delta blues emblematikus figurája
- Crazy bluesMamie Smith, az első bluesénekes(nő), aki lemezt vett fel
- Keep Your Lamp Trimmed and BurningTradicionális bluesdal Blind Willie Johnson és első felesége előadásában
- The Memphis BluesW.C. Handy Memphis Blues című dalát előadja a Victor Military Band
- Mikees BoogieBoogie-woogie Michael Huber és zenekara előadásában
- Jazz Blues CBlueskörre íródott jazzszám C-ben
- Hot Club BluesJazz-blues Deseő Csaba magyar jazz-hegedűművész előadásában
- Butterfield All These BluesHatvanas évekbeli elektromos blues/bluesrock modern hangzással a Butterfield Blues Band előadásában

Nem tudod lejátszani a fájlt?
Az első blueskották Hart Wind Dallas Blues-a és W. C. Handy The Memphis Blues-a 1912-ből. Az első bluesfelvétel Mamie Smithé, aki 1920-ban lemezre vette Perry Bradford Crazy Blues-át.
De a blues igazi gyökere évtizedekkel ezelőtt keresendő, 1890 környékén. Ez az időszak gyengén dokumentált a feketék ellen irányuló faji diszkrimináció és a vidéki feketék írástudatlansága miatt. Az újságírók csak a huszadik század elején kezdtek a Dél-Texasi és mélydéli blueszenéről írni. Charles Peabody emlegette először a blues felbukkanását Clarksdale-ben, Mississippiben, Gate Thomas pedig egy nagyon hasonló zenét írt le Dél-Texasból 1901-1902 környékén. Ezek a megjelenések egybeesnek Jelly Roll Morton visszaemlékezéseivel, aki először 1902-ben, New Orleansban hallott bluest. Ma Rainey ugyanebben az évben Missouriban hallott, W. C. Handy pedig 1903-ban, a Mississippi állambeli Tutwilerben kóstolt bele először a bluesba. Az első mélyrehatóbb kutatások ezzel kapcsolatban Howard W. Odum nevéhez fűződnek, aki 1905 és 1908 között nagy antológiát jelentetett meg a mississippi Lafayette és a georgiai Newton megyék népdalairól. Az első nem kereskedelmi bluesfelvétel (Paul Oliver csak "proto-bluesnak" nevezte) is Odumhoz fűződik, aki a huszadik század legelején készítette azt kutatási célból. Ezek a felvételek mára elvesztek. A legközelebbi, ma is meglévő felvétel 1924-es, Lawrence Gellert – magyar származású dalgyűjtő – készítette. Később több felvételt készített Robert Winslow Gordon is, aki az Amerikai Népdalok Archívumát vezette a Kongresszusi Könyvtárnál. Gordon utódja John Lomax lett. A harmincas években fiával, Alan Lomaxszel rengeteg nem kereskedelmi bluesfelvételt készített, feltérképezve a proto-blues stílusokat, mint a field hollert és a ring shoutot. A blues 1920 előtti hangzásvilágáról olyan előadók által van tudomásunk, mint Lead Belly, vagy Henry Thomas akik archaikus blueszenét is játszottak. Ezekből a felvételekből jól kivehető, hogy a korai blues gyakran eltért a 12, 8 vagy 16 ütem hosszúságtól.

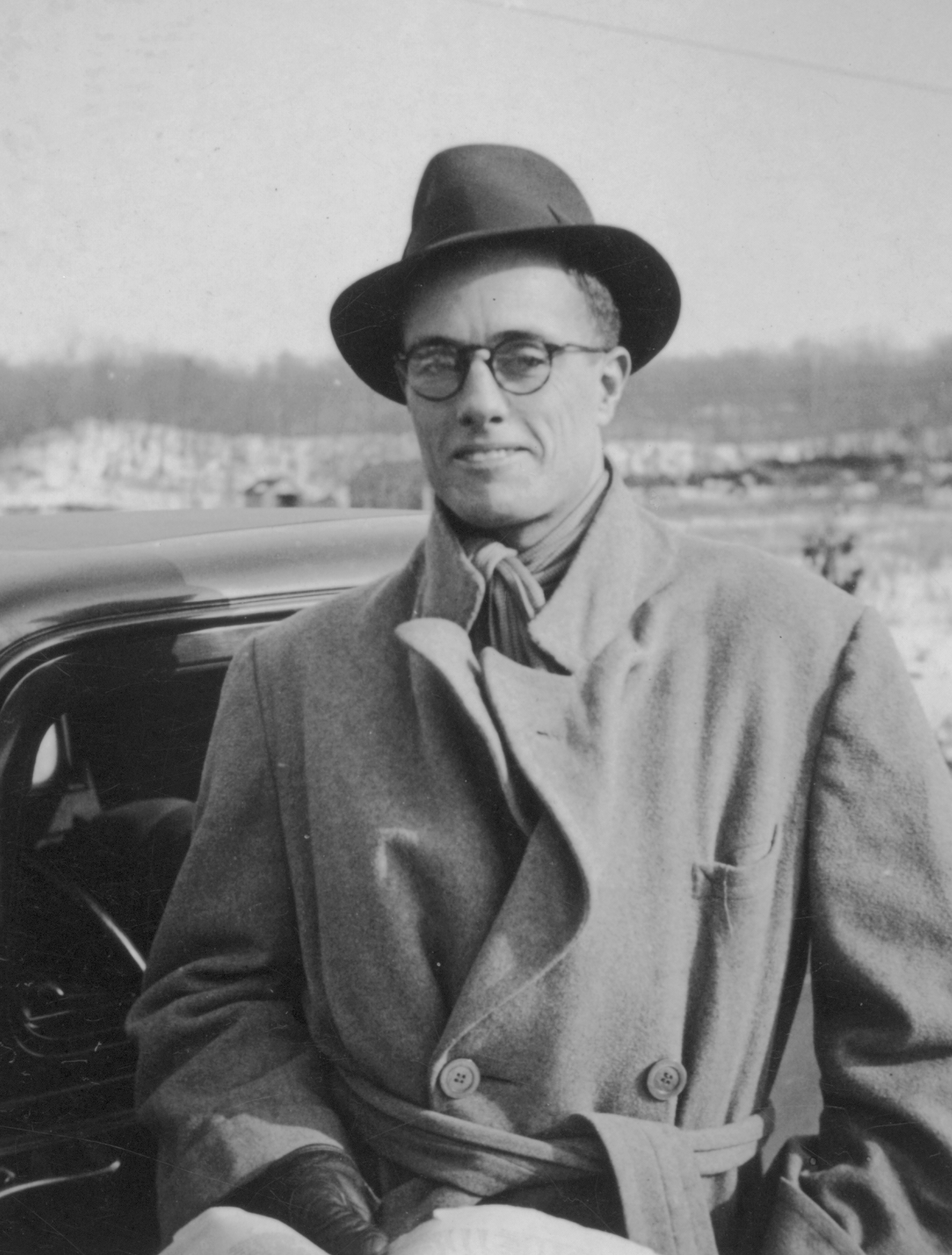
John Lomax zenetudós és folklórkutató

A szociális és gazdasági hátterei a blues megjelenésének nem teljesen ismertek. A blues először a feketékre vonatkozó 1863-as Emancipációs Proklamáció után jelent meg, 1870 és 1900 között, a társadalomba olvadás időszakában, mikor kialakultak az úgynevezett "juke point"-ok, azok a szórakozóhelyek, ahol a feketék a kemény munkanap után zenét hallgathattak, táncolhattak vagy játszhattak. Az USA déli államaiban ekkor kezdődött a rabszolgák felszabadítása és a rabszolgaságból való átmenet a részes bérleti rendszerbe és a kisipari mezőgazdasági termelésbe. Több tudós úgy írja le a századfordulónak ezt a szakaszát, hogy a csoportos munkánál az egyéni teljesítmény vált fontosabbá. Vitatják azt a nézetet, hogy a blues kialakulásának egyedüli oka a rabszolgák frissen szerzett szabadsága. Lawrence Levine szerint „közvetlen kapcsolat van a blues kialakulása és a nemzeti öntudatban az individuum fontossága, valamint Booker T. Washington nézeteinek népszerűsége között. A feketék olyan pszichológiai, társadalmi és gazdasági változáson mentek át, ami a rabszolgaság idején elképzelhetetlen volt, ezért nem meglepő, hogy világi zenéjükben ez épp annyira tükröződik, mint vallásos zenéjükben.”
Kevés szál kapcsolja össze a blues zenéket, mivel a műfajnak lényege, hogy egyéni előadásokra épülnek.
Azonban vannak olyan karakterisztikák, amelyek összekapcsolható, és már jóval a modern blues előtt léteztek. A "kérdezz-felelek" shoutok a bluesos zenék korai formája. Ezek "alkalmazott kifejezések... stílus kíséret és harmónia nélkül, híján minden zeneformatani megkötésnek A blues kezdetleges formája a rabszolgaság időszakából származó ring shout és field holler, amelyek "egyszerű szólóénekek voltak erős érzelmekkel".
A blues nyugat-afrikai gyökerekkel rendelkezik, de ezen belül rendkívül változatos, regionális variációkkal az Egyesült Államokban. Noha ez a zene egyszerre alapul európai harmóniameneteken, afrikai "kérdezz-felelek" rendszeren (amelyet gitár-ének felállásban hallhatunk), a blues nem veszi át a nyugat-afrikai dallamvilágot (például a griot-két), annak hatásai nagyon csekélyek. Egyetlen afrikai zenei műfajt sem tudunk a blues elődjének tekinteni. Azonban sok bluesos jellegzetességet, például a kérdezz-feleleket vagy a blue note-okat megtaláljuk az afrikai zenében. Samuel Coleridge-Taylor angol zeneszerző 1898-as The African Suite for Piano című darabjának "A Negro Love Song" tételében használ blue-note kistercet és kisszeptimet. A diddley bow, és a bendzsó afrikai eredetű hangszerek, amelyek segítették beépíteni az afrikai zene jellegzetességeit a korai bluesba. A diddley-bow egy kézzel gyártott, egyhúros hangszer – lényegében zenélő íj –, ami főleg, a huszadik század elején volt megtalálható a déli zenészeknél (a "diddley" a szlengben az egyszerűségre utal), A bendzsót egyenesen Afrikából hozták át. Ezt a hangszert már az ibó, a volof, a fula és a mandinka griot-k is használták xalam vagy akonting néven Azonban a húszas évekre, mikor a blues is része lett a zeneiparnak, a bendzsót nemigen használták a felvételeken. Ez alól kivételt képeznek olyan bendzsósok, mint Papa Charlie Jackson és később Gus Cannon.
A blues emellett átvette az "ethiopian airs" minstrel műsorok és néger spirituálék egyes elemeit is, például a hangszerösszetételt és a zenei kíséret jellegét Ez idő tájt jelent meg a ragtime, habár "a blues jobban megőrizte az afrikai zene melodikus motívumait".
A country és a blues lényegében ugyanott és ugyanakkor, a tizenkilencedik századvégi délen fejlődött ki. A blues- és countryfelvételek legkorábban a húszas évekből valók, mikor a zeneipar feltalálta a "race music" és "hillbilly music" titulusokat, hogy elválasszák a feketéknek szánt zenéket a fehérekétől. Ekkoriban nem volt szembetűnő különbség a két műfaj között, kivéve az előadó bőrszínét, ám ez néha tévedéseknek is teret engedett a kiadók részéről. Ugyan a mai zenetudósok úgy definiálják a bluest, mint adott harmóniamenetű zenét, ami Nyugat-Afrikából származik, a korabeli közönség erről nem tudott: számukra ez csak egyszerű zene volt vidékről, leggyakrabban a Mississippi deltájából. A fekete és fehér zenészek azonos repertoárt játszottak és magukat "songstereknek" és nem blueszenészeknek nevezték. A blues mint külön műfaj akkor került elő, mikor a feketék vidékről a városokba települtek a húszas években. A "blues" lett a feketék számára ajánlott zene a kiadóknál.
A blues gyökerei az afro-amerikai spirituális, vallási életben is megtalálhatók. A spirituálék a tizennyolcadik században alakultak ki, mikor a feketéket kereszténységre térítették, és keresztény himnuszokat kezdtek énekelni (például Isaac Watts műveit). Mielőtt a blues egy megadott akkordprogressziót jelentett volna, a spirituálék másik neve volt. Ez volt a vidéki feketék zenéje. Ettől függetlenül sokan a bluest az ördög zenéjének tartották. A zenészek két csoportra oszlottak: gospel- és blues énekesekre vagy gitárosokra vagy songsterekre. Bár ekkortájt kezdtek először kereskedelmi felvételeket készíteni, mindkét kategória zenészei hasonló jellegzetességeket mutattak: kérdezz-felelek szisztéma, blue note-ok és slide gitártechnika. A gospel kezdett először olyan zenei formákat használni, melyek a keresztény himnuszokból, imákból valók.

### A második világháború előtt
Az amerikai kottaipar nagy hasznot húzott a ragtime zenéből. 1912-ben három népszerű, bluesos kompozíció jelent meg a New York-i Tin Pan Alley-ből, a könnyűzene fellegvárából. Ezek a Baby Seals's Blues Baby F. Seals-től (Artie Matthews hangszerelésével), a Dallas Blues Hart Wandtől és a The Memphis Blues W. C. Handy-től.

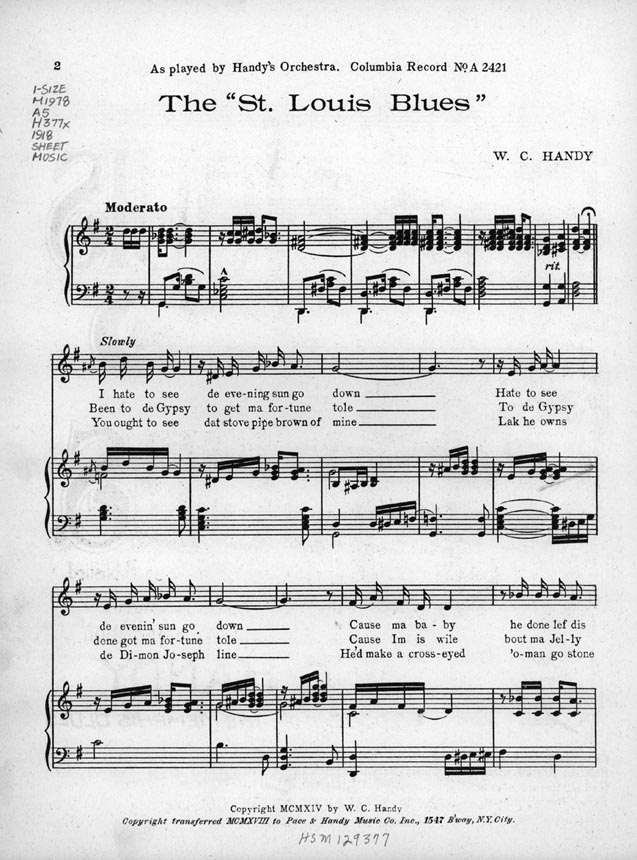
A St. Louis Blues kottája (1914)

Handy képzett zenész, zeneszerző és hangszerelő volt, aki úgy népszerűsítette a bluest, hogy lejegyezte majd nagyzenekarra és énekesekre hangszerelte őket, szinte szimfonikus minőségben. Ismert és elismert zeneszerző lett, hírhedt titulusa: "A blues atyja". Habár az ő művei inkább csak egy fúziót képeznek a blues, a ragtime és a jazz között, a kubai habanera ritmus használata ezután sokáig a ragtime részét képezte. Handy legismertebb munkája a St. Louis Blues.
A húszas években a blues fontos részévé vált az afro-amerikai és amerikai popzenének, Handy hangszerelései és a klasszikus bluesénekesnők a fehér közönséghez is eljutottak. A blues bárzenéből színpadi műzene lett. A blueselőadók olyan nightclubokban léptek fel, mint a Cotton Club és egyéb juke pointok, mint a memphisi Beal streeti. Több zeneműkiadó, mint az American Record Corporation, az Okeh Records vagy a Paramount Records pénzt fektetett az afro-amerikai zenébe.
Ahogy a zeneipar nőttön-nőtt, vidéki blueselőadók, mint Bo Carter, Jimmie Rodgers, Blind Lemon Jefferson, Lonnie Johnson, Tampa Red és Blind Blake ismertté és kedveltté váltak az afro-amerikai közösségekben. A Kentuckyból származó Sylvester Weaver 1923-ban elsőként rögzített slide gitártechnikát, ahol egy üvegpalack levágott nyakával játszott hangszerén. A slide gitár a delta blues fontos részévé vált.
Az első húszas évekbeli blues felvételeket két csoportra osztják: tradicionális vidéki bluesra és letisztultabb városi vagy urbánus bluesra.
A vidéki blueselőadók gyakran improvizáltak kísérettel vagy anélkül, bendzsóval vagy gitárral. A századelőn nagy különbségek voltak területenként. A (Mississippi) delta blues népies hangzású volt érzelmes énekkel és slide-os gitárral. A nem túl terjedelmes (de annál nagyobb hatású) életművel rendelkező Robert Johnson a városi és a vidéki blues elemeit ötvözte. Robert Johnson mellett olyan nagy hatású zenészek játszottak ekkor, mint Charley Patton és Son House. Az énekesek, mint Blind Willie McTell és Blind Boy Fuller a délkeleti lírikus piedmont blues stílusban alkottak, ahol a gitárt ragtime stílusban pengették ujjal. Georgiában Curley Weaver, Tampa Red, Barbecue Bob és James "Kokomo" Arnold alkalmazott slide-gitárt
Az élénkebb memphis blues stílus a húszas-harmincas években alakult Memphis környékén, Tennessee-ben. Ezt olyan korabeli jugbandek inspirálták, mint a Memphis Jug Band vagy a Gus Cannon's Jug Stompers. Frank Stokes, Sleepy John Estes, Robert Wilkins, Joe McCoy, Casey Bill Weldon és Memphis Minnie pedig különleges hangszereket vontak be, például mosódeszkát, hegedűt, kazut vagy mandolint. Memphis Minnie ismert volt virtuóz gitártechnikájáról. Memphis Slim zongorista Memphisben kezdett zenélni, de zenéje simább volt, és már swinges elemeket is tartalmazott. Számos memphisi blues zenész Chicagóba vándorolt a harmincas évek végén/negyvenes évek elején és urbánus bluest kezdtek játszani, ami a modern countryt és az elektromos bluest vetítette előre.

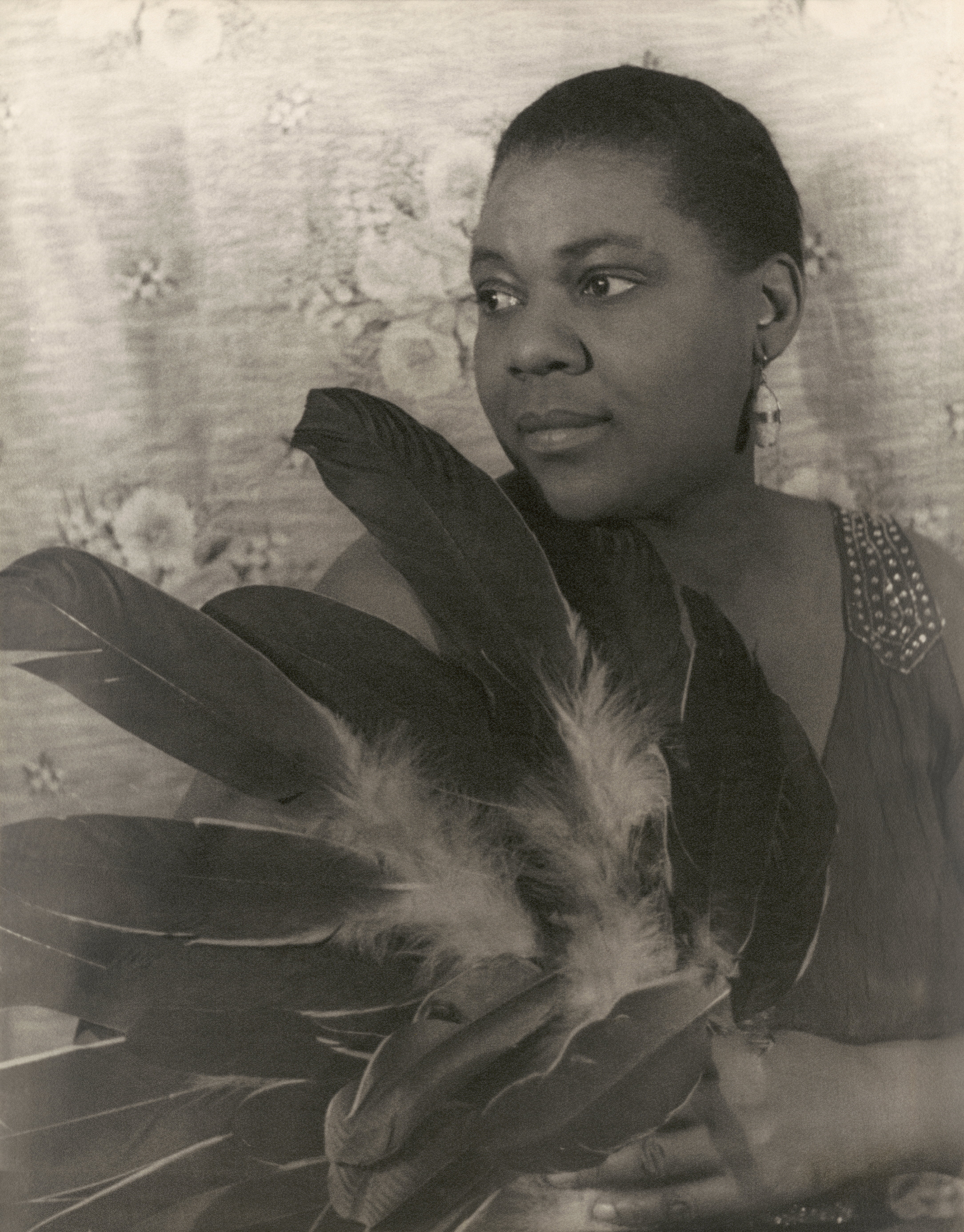
Bessie Smith, korai bluesénekesnő, fantasztikus hangjáról vált ismertté

A városi vagy urbánus blues kidolgozottabb volt, mivel egy nagyobb, szélesebb réteghez kellett szólnia. A klasszikus női vagy a vaudeville bluesénekesek népszerűek voltak a húszas években, élükön Mamie Smithszel, Gertrude "Ma" Rainey-vel, Bessie Smithszel és Victoria Spivey-vel. Mamie Smith volt az első blueselőadó, aki rögzített egy zeneszámot 1920-ban, "Crazy Blues" címmel. Ezt 75 ezer példányban adták el az első hónapban. Ma Rainey, "a Blues Édesanyja" és Bessie Smith "középső fekvésekben énekel, talán azért, hogy hangjuk jól hallható legyen." Smith "különös hangnemű dalokat énekelt, hajlított hangjai csodálatos kontraalt hangjával kiegészülve felülmúlhatatlanná tették" A legnépszerűbb városi férfi énekesek ekkoriban Tampa Red, Big Bill Broonzy és Leroy Carr voltak. A legfontosabb kiadók ekkor a chicagói Bluebird Records volt. A második világháború előtt Tampa Redet gyakran "a gitár varázslójának" nevezték. Carr zongorán kísérte magát, míg Scrapper Blackwell gitározott. Ezt a formátumot később, az ötvenes években Charles Brown és maga Nat King Cole is alkalmazta.

Egy tipikus boogie-woogie basszusvonal

A boogie-woogie egy másik fontos harmincas-negyvenes évekbeli válfaja a városi bluesnak. Bár a stílus neve összeforrott a szólózongorával, a boogie-woogie gyakran énekesek kíséreteként funkcionált, vagy szólóként nagyobb és kisebb zenekarokban. A stílus jellemzője az ostinato vagy riff basszusvonal és a pozícióváltás a bal kézzel és az akkordok, trillák és egyéb dekorációk játéka jobb kézzel. A boogie-woogiet a chicagói Jimmy Yancey és a Boogie-Woogie Trio, Albert Ammons, Pete Johnson és Meade Lux Lewis forradalmasította. További megjegyzendő chicagói boogie-woogie előadó volt Clarence "Pine Top" Smith és Earl "Fatha" Hines, aki "játékába beépített Armstronghoz hasonló figurákat". A simább louisianai stílus hírhedt alakjai Professor Longhair és Dr. John voltak, akik a klasszikus rhythm and bluest vegyítették egyéb blues stílusokkal.
Ekkoriban jelentek meg a big bandek is, akik szintén játszottak bluest. A Kansas City környéki big bandek, mint Benny Moten, Jay McShann és Count Basie zenekarai szintén a bluesból indulta ki, tizenkét ütemes bluesformára írták számaikat. Jó példa erre Basie One O'Clock Jump-ja és Jumpin' at the Woodside-ja, vagy Jimmy Rushing blues üvöltésre emlékeztető éneke a Going to Chicago-ban vagy a Sent for You Yesterday-ben. Nagyon híres big band-blues Glenn Miller örökzöldje, az In the Mood. A negyvenes években megjelent a jump blues. Ez a boogie-woogie-ből fejlődött ki és erősen hatott rá a big band-zene. A jump bluesban általában játszottak szaxofonosok és rézfúvósok is, a gitár pedig a ritmusszekcióban dzsesszes hangzást biztosított a gyors, jellegzetes hangzású énekstílussal tarkított dalokhoz. Louis Jordan és Big Joe Turner jump bluesa jelentette az egyik fő forrását a későbbi rock and rollnak és rhythm and bluesnak. A dallasi T-Bone Walker California blues stílusban játszott. Ez a stílus a korai városi blueson, például Lonnie Johnsonon és Leroy Carron, továbbá a jump blueson és a Los Angelesi jazz blueson alapszik. Virágkorát a negyvenes években élte.

### Az ötvenes évek
A húszas években a vidéki blues azért vált városivá, mert a folyamatos gazdasági problémák következtében a vidéki feketék a városokba települtek. Ezt hívják a Nagy Migrációnak. A második világháború után következett a Második Nagy Migráció, ami rendkívüli mértékben megnövelte a városi afro-amerikai lakosságot. Az új réteg új közönséget is jelentett a lemezkiadóknak. A "race music" titulus eltűnt, helyét a rhythm and blues vette át. Ezt az elképesztő iramban fejlődő zenei stílust elsősorban a Billboard magazinnak köszönhetjük. A műfaj jellegzetessége az elektromos gitár erősítőkkel és a shuffle meghonosodása. A blues a jazzel és a gospellel együtt az R&B hullám részévé vált.

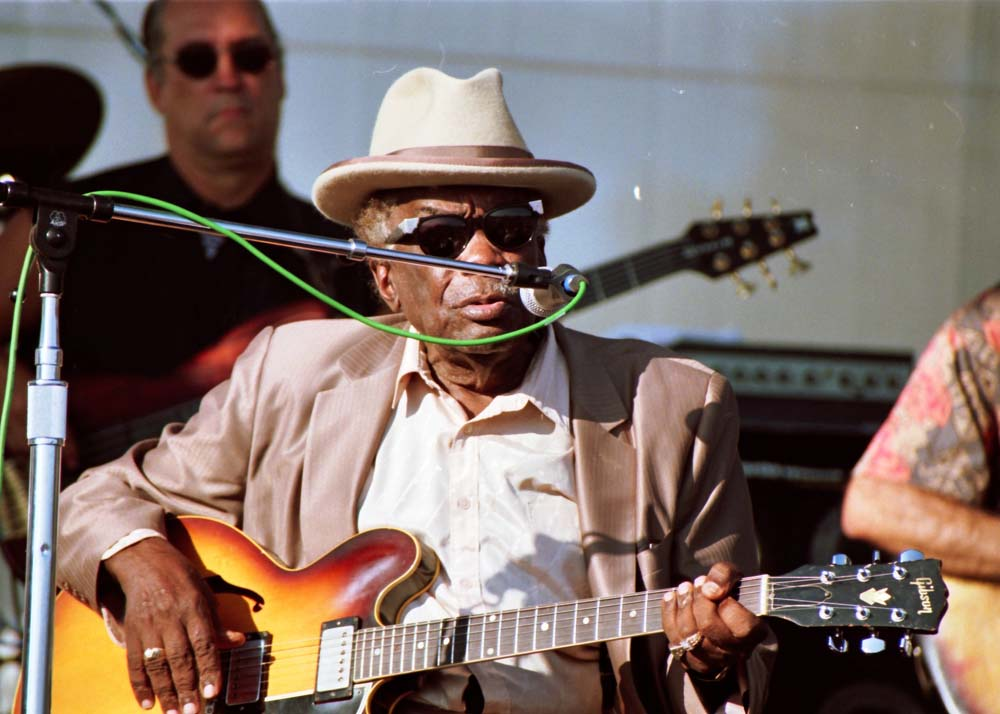
John Lee Hooker

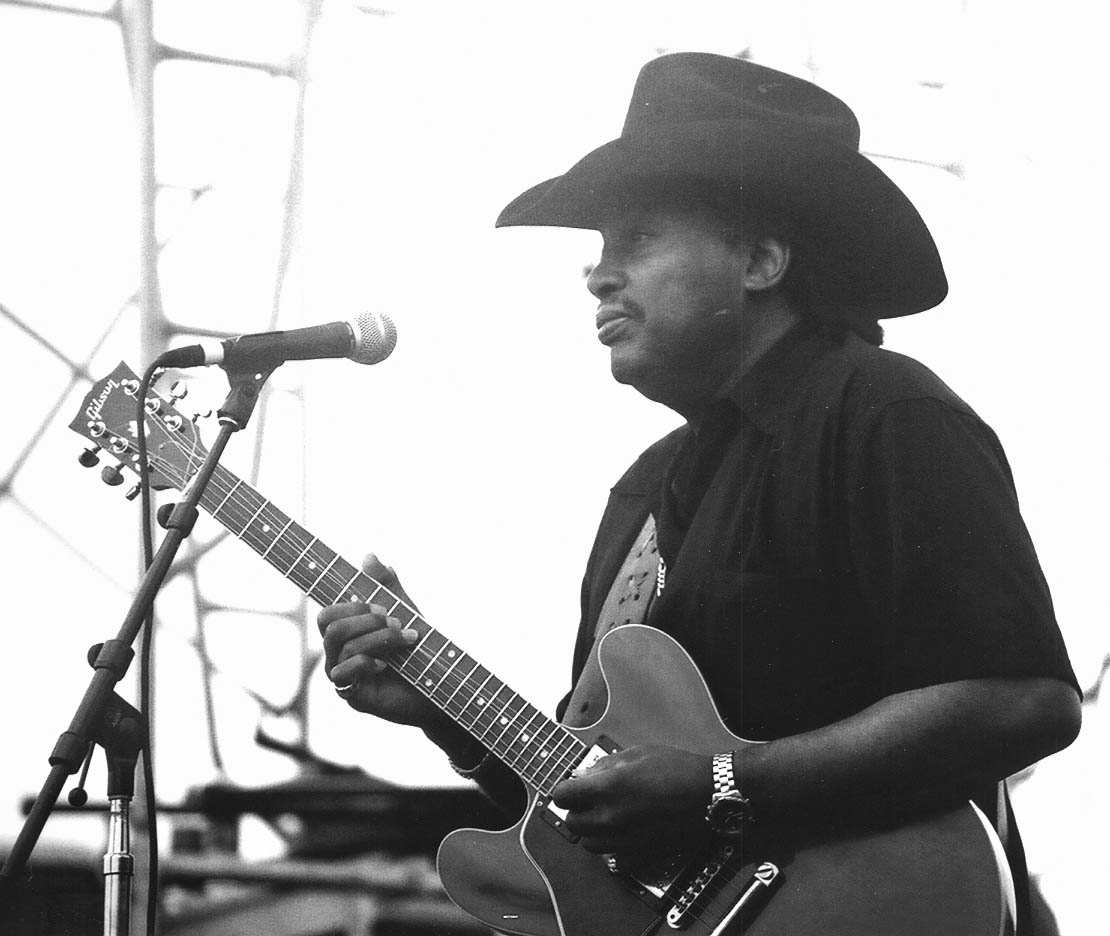
Otis Rush, a 'West Side Sound' feltalálója

A háború után és az ötvenes években megjelent az elektromos blues, és népszerűvé vált Chicagóban, Memphis-ben, Detroitban és St. Louisban. Az elektromos bluesban általában elektromos gitár, nagybőgő (később basszusgitár), dob és szájharmonika szerepelt, amit mikrofonnal, hangosító berendezéssel (PA) vagy gitárerősítővel hangosítottak. Chicago lett az elektromos blues központja 1948-tól, mikor Muddy Waters rögzítette első nagy sikerét, az I Can't Be Satisfied-ot. A Chicago bluesra erősen hatott a delta blues, mivel sok előadó Mississippi-ből érkezett. Howlin' Wolf, Muddy Waters, Willie Dixon, és Jimmy Reed mind Mississippi-ben születtek, és a Nagy Migráció idején érkeztek Chicagóba. Stílusukra az elektromos gitárhangzás, néha a slide és a harmonika jellemző. A kíséretet dob-basszus alkotta. J. T. Brown, aki Elmore James zenekarában játszott, vagy J. B. Lenoir szaxofont is használt, de inkább csak kísérő jelleggel.
Little Walter és Sonny Boy Williamson II ismert szájharmonikások voltak a korai chicagói színtéren. Más harmonikások, mint Big Walter Horton szintén nagy hatásúak voltak. Muddy Waters és Elmore James a slide-ot is forradalmasította. Howlin' Wolf és Muddy Waters emellett összetéveszthetetlen, mély, síri hangon énekelt.
A nagybőgős és zeneszerző Willie Dixon fontos szerepet játszott a chicagói bluesszíntéren. A korszak legfontosabb bluesstandardjeit, a Hoochie Coochie Man-t, az I Just Want to Make Love to You-t (Muddy Watersnek), a Wang Dang Doodle-t és a Back Door Mant (Howlin' Wolfnak) ő szerezte. Chicagóban a két legnagyobb blueskiadó a Chess Records és a Checker Records voltak, de mellettük működtek kisebb kiadók is, mint a Vee-Jay Records és a J.O.B. Records. Az ötvenes évek elején Sam Phillips kis híján monopolhelyzetbe került Sun Records nevű kiadójával Memphisben, ahol B. B. King és Howlin' Wolf lemezei készültek. A kiadó 1960-ban Chicagóba költözött. Miután Phillips felfedezte Elvis Presley-t 1954-ben, a Sun Records inkább a fehérekkel kezdett foglalkozni, és főleg rock and rollt adott ki.
Az ötvenes években a blues óriási hatást fejtett ki az amerikai popzenére. Míg Bo Diddley és Chuck Berry (mindketten a Chessnél dolgoztak) átvették a blues melankóliáját, a Chicago blues megfertőzte a louisianai zydeco-zenét, Clifton Chenierrel, aki ezután blues hangsúlyozást alkalmazott. A zydeco zenészek elektromos szólógitárt kezdtek alkalmazni, és cajun hangszereléseket írtak a blues standardekhez.
Angliában is megvette a lábát az elektromos blues egy Muddy Waters turné következtében. Waters figyelmen kívül hagyta a helyi skiffle-t (egy akusztikus, csendesebb blues), felhangosította erősítőjét és rázendített a chicagói bluesra. Igaz, a közönség nagy részét sokkolta a hangos zene, helyi zenészek (pl. Alexis Korner, Cyril Davies, a The Rolling Stones és a The Yardbirds) számára ihletet adott.
Az ötvenes évek végén Chicagótól nyugatra új hangzásvilág jelent meg, amit Magic Sam, Buddy Guy és Otis Rush neve fémjelzett a Cobra Records-nál. A 'West Side Sound'-ban elektromos ritmusgitár, basszusgitár és dobok játszottak. A stílus további híres szólógitárosai Guy mellett: Freddie King, Magic Slim és Luther Allison.
Más blueszenészek, mint John Lee Hooker nem elsősorban a chicagói stílusból merítkeztek. Hooker sajátosabb hangvételű zenét játszott, ami inkább mély, rekedtes hangján alapult, amit egyetlen elektromos gitárral kísért. Habár nem feltétlenül a boogie-woogie hatott rá, az ő stílusát gyakran "gitár boogie"-nak nevezik. Első nagy slágere a Boogie Chillen első helyezett lett az 1949-es R&B listákon.
Az ötvenes évek végén megjelent a swamp blues Baton Rouge környékén olyan előadók által, mint Lightnin' Slim, Slim Harpo, Sam Myers és Jerry McCain J. D. "Jay" Miller producer mellett az Excello Records kiadónál. Őket főleg Jimmy Reed inspirálta. Ez a stílus lassabb, egyszerűbb harmonika-témákat használ, mint a chicagói. Híres dalok: Scratch my Back, She's Tough, I'm a King Bee.

### Hatvanas-hetvenes évek
A hatvanas évek elejére az afro-amerikai gyökerekkel rendelkező rock and roll és soul megvetette a lábát az amerikai popzenében. Fehér zenészek játszották új közönségnek az afro-műfajokat mind Amerikában, mind azon kívül. Azonban a blueshullám, ami Muddy Waterst is a köztudatba emelte, elmúlt. Big Bill Broonzy és Willie Dixon új lehetőségeket keresett Európában. A Dick Waterman kezdeményezésén alapuló európai bluesfesztiválok a blues exportjára tett kísérletek. Az Egyesült Királyságban nagy népszerűségnek örvendtek a blueslegendák, és az angol blues-rock mozgalom nagy hatással bírt a hatvanas években.

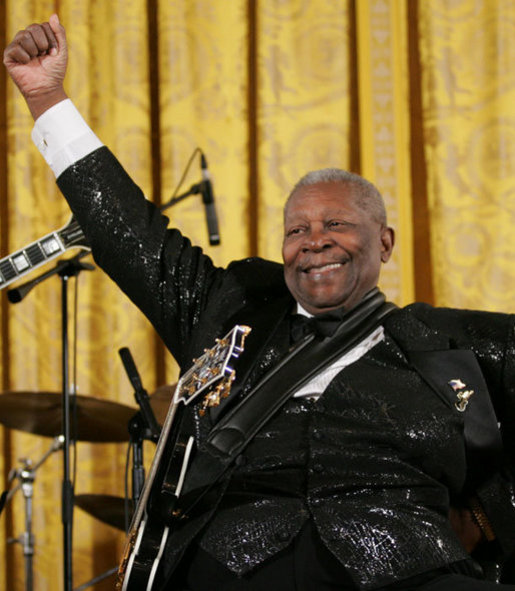
B. B. King blueslegenda gitárjával, "Lucille"-lal

John Lee Hooker és Muddy Waters továbbra is lelkes hallgatóiknak zenéltek, ezzel inspirálva fiatal zenészeket, mint Taj Mahal. John Lee Hooker rockos elemeket vitt bele a zenéjébe, és fiatal fehéreket vett be a zenekarába. Ezt az új hangzást 1971-es Endless Boogie című albumán hallhatjuk. B. B. King gitárvirtuózt sokan "a blues királyának" nevezik. A chicagói stílustól eltérően King zenekarában sok fúvós hangszer játszott slidegitár és harmonika helyett. A tennessee-i Bobby "Blue" Bland B.B. Kinghez hasonlóan szintén ötvözte a bluest az R&B-vel. Ekkoriban Freddie King és Albert King gyakran játszott rock és soul-zenészekkel (például Eric Claptonnal vagy a Booker T & the MGs-zel).
A polgárjogi és szólásszabadságot követelő mozgalmak hivatalos zenéje népies volt, ami ráirányította a figyelmet a korai afroamerikai zenére is. A Jimmi Bass Zenei fesztiválok (például a Newport Folk Festival) új közönséggel ismertette meg a tradicionális bluest, ezzel figyelmet kaptak az akusztikus bluest játszó zenészek, mint Son House, Mississippi John Hurt, Skip James és Reverend Gary Davis. A Yazoo Records több válogatást is megjelentetett klasszikus blueszenéből. J. B. Lenoir a chicagói színtérről rögzített egy sor akusztikus lemezt, némelyiken Willie Dixon is játszik. Az ő dalait egyedül Európában adták ki, mivel olyan közéleti kérdéseket feszegettek, mint a rasszizmus vagy a vietnámi háború. Részlet az Alabama Blues című dal szövegéből:

I never will go back to Alabama, that is not the place for me (2x)

You know they killed my sister and my brother,

and the whole world let them peoples go down there free

azaz

Sosem megyek vissza többé Alabamába, az nem az én helyem (2x)

Megölték a nővérem és a bátyám,

és az egész világ hagyja, hogy az emberek szabadon odamenjenek

A fehér közönség érdeklődése a blues iránt a hatvanas években főleg a chicagói Paul Butterfieldet és a brit blues mozgalmat érintette. A brit blues legendás zenekarai: The Animals, Fleetwood Mac, John Mayall & the Bluesbreakers, The Rolling Stones, The Yardbirds, Cream és az ír Rory Gallagher, aki egyaránt játszott delta bluest és chicagói bluest. Sok korai Led Zeppelin-sláger régi bluesdalok feldolgozása volt.
A blues-rock olyan zenekarokra és előadókra hatott, mint a Canned Heat, a korai Jefferson Airplane, Janis Joplin, Johnny Winter, a The J. Geils Band, Ry Cooder, és az The Allman Brothers Band. Jimi Hendrix különleges figura volt a színtéren: egy fekete aki pszichedelikus rockot játszik. Hendrix egy nagyon tehetséges gitáros volt, aki forradalmasította a torzítást és feedback-effektet. Ezeken a zenészeken keresztül a blues erősen hatott a rockra.
A Santana zenekar eredeti neve Carlos Santana Blues Band. Ők latinos blueszal kísérleteztek. Az ötvenes évek végén jelent meg a Tulsa Sound, ami rock and roll, jazz és country hatásokkal is bírt. Ezt a stílust J. J. Cale és Eric Clapton tették halhatatlanná olyan dalokkal, mint az After Midnight vagy a Cocaine.
A hetvenes évek elején indult virágzásnak a texasi rock-blues stílus, ahol a gitárt mind szóló, mind kísérő szerepben is alkalmazták. A West Side Blueszal ellentétben a Texas bluesra a brit blues-rock hatott. Híres előadók: Johnny Winter, Stevie Ray Vaughan, The Fabulous Thunderbirds, ZZ Top. Ezek a zenészek a hetvenes évek elején kezdtek muzsikálni, azonban első nagy sikereiket csak a következő évtized elején érték el.

### A nyolcvanas évektől napjainkig
A nyolcvanas évek óta ismét egyre nagyobb az érdeklődés a blues iránt az afro-amerikai populációban, főleg Mississippi-ben, Jackson környékén és más mélydéli régiókban. Az itt kialakuló új stílust soul bluesnak vagy southern soulnak nevezik, és két elképesztően sikeres felvétel hozta őket világra a Malaco Records által: Z. Z. Hill Down Home Blues-a 1982-ből és Little Milton The Blues is Alrightja 1984-ből. A műfaj mai zenészei: Bobby Rush, Denise LaSalle, Sir Charles Jones, Bettye LaVette, Marvin Sease és Peggy Scott-Adams.
A nyolcvanas években továbbra is létezett mind a tradicionális blues, mind az újabb stílusok. 1986-ban Robert Cray Strong Persuader című lemezével robbant. Az első Stevie Ray Vaughan felvétel, a Texas Flood 1983-ban jelenik meg, ezzel világhírnevet szerezve a gitárosnak. 1989-ben a The Healer című albummal visszatér John Lee Hooker. Eric Clapton, aki zenélt John Mayallnál és a Creamben is, 1990-ben tér vissza Unplugged című lemezével, amin több blues standardot is játszik akusztikus gitáron. Mindazonáltal a kilencvenes években megjelenő új marketingszisztéma, a digitális rögzítés és a videóklipek megnövelik a produkciók költéség és elveszik a blues spontaneitását, ami az improvicázió szerves része.
A nyolcvanas-kilencvenes években megjelennek a bluespublikációk, a Living Blues és a Blues Revue, a nagyvárosok bluesköröket, bluesfesztiválokat szerveznek, és még több blueskocsma, nightclub nyílik..
A kilencvenes évektől adják át a Blues Music Awardsot (korábban W. C. Handy-díjnak nevezték), a Grammy-díjat a Legjobb Kortárs Blues Albumnak, és a Legjobb Tradicionális Blues Albumnak. A Billboard magazinnak állandóan változó blueslistája van. Híresebb mai blueskiadók: Alligator Records, Ruf Records, Severn Records, Chess Records MCA, Delmark Records, NorthernBlues Music, Vanguard Records és Artemis Records. Néhány kiadó klasszikus bluesfelvételek restaurálásával és újrakiadásával is foglalkozik, ilyen az Arhoolie Records, a Smithsonian Folkways Recordings, a Folkways Records, a Yazoo Records és a Shanachie Records.

## Zenei jelentősége
A bluesforma, a bluesos dallamok és a bluesskála sok egyéb zenei műfajra voltak hatással, így a rock and rollra, a jazzre és a popzenére is. Kiemelkedő jazz, folk és rock előadók, mint Louis Armstrong, Duke Ellington, Miles Davis, és Bob Dylan készítettek számos bluesfelvételt. A bluesskálát gyakran használják a popzenében (például Harold Arlen Blues in the Night című számában), bluesballadákban (Since I Fell for You vagy Please Send Me Someone to Love), sőt, néha a komolyzenében is (például George Gershwinnél a Kék Rapszódiában vagy az F Conertoban). Gershwin második prelűdje szólózongorára egy érdekes példája a hagyományos bluesnak, tudományosan kezelve annak népzenében gyökerező formáját. A bluesskála mindenhol előfordul a popzenében, a rockzenében pedig a bluesskálából építettek terc-tornyokat (lásd Hard Day's Night a The Beatles-től). A Batman tv-sorozat főcímzenéje, Fabian Turn Me Loose című száma, a country-sztár Jimmie Rodgers zenéje vagy Tracy Chapman gitáros/énekes slágere, a Give Me One Reason mind a bluesformát követik.
Az R&B a spirituálékon és az ősi blueson alapszik. A spirituálék zenéje a új-angliai kórusművekből eredeztethetők, főleg Isaac Watts himnuszaiból, amihez afrikai ritmusvilágot és "kérdezz-felelek" előadásmódot adtak. A spirituális vagy vallásos afro-amerikai énekek sokkal jobban dokumentáltak, mint a mélydéli blues.
Korai country-zenészek, mint Skip James, Charley Patton és Georgia Tom Dorsey countryt és városi bluest játszottak, és a spirituálékból merítettek. Dorsey segítette életre a gospelt. A gospel megjelenése a harmincas évekre tehető, és a Golden Gate Qartet nevéhez fűződik. Az ötvenes években olyan soul-zenészek, mint Sam Cooke, Ray Charles és James Brown rendkívül sok gospel és blueselemet használtak. A hatvanas-hetvenes években ebből jött létre a soul blues. A funk a soulon alapszik, továbbá a hiphop és modern R&B őse.

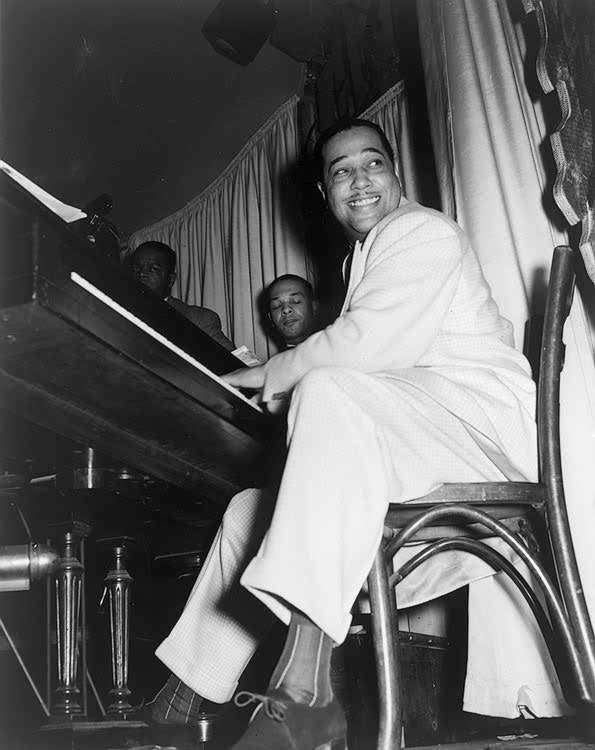
Duke Ellington, a swingkorszak egyik legjobb big bandjét vezette. Ellington nagyon gyakran alkalmazta a bluesformát.

A második világháború előtt a blues és a jazz közti határ még korántsem volt annyira szembetűnő. A jazz általában individuális akkordmeneteket használt (a rezesbandákhoz hasonlóan), míg a blues a tizenkét ütemes formához ragaszkodott. Mindazonáltal a negyvenes évekbeli jump blues keverte a két stílust. A háború után a blues fontos alappá vált a jazz számára. Bebop-klasszikusok, mint Charlie Parker Now's the Time-ja a bluesformát alkalmazza pentaton skálával és blue note-okkal.
A bebop lényeges pillanata a jazznek, ekkor vált egy populáris tánczenéből a zenetudomány számára is lényeges újításokat hozó magasművészet. A jazz és a blues közönsége különvált. Azt a színteret, ahol mindkét stílust játszották, jazz bluesnak nevezzük.
A tizenkét ütemes blues és a bluesskála erőteljes befolyással bírt a rock and rollra is. A rock and rollt néha "egyenes blues"-nak is nevezik; Carl Perkins szerint a rockabilly valójában "blues country-lüktetéssel". A rockabilly-sek szerint is zenéjük igazából blues bluegrass ritmusban. A Hound Dog című szám például egy érintetlen tizenkét ütemes blues, ahol a dallam érinti a tonika kistercét (és így a szubdomináns kisszeptimét is). Jerry Lee Lewis zongorastílusa nagyrészt a bluesból és annak egyik alműfajából, a boogie-woogie-ból merítkezik. Az ő zenéjét általában egyszerűen rock and rollnak hívják, és nem rockabilly-nek.
A korai country zenére is hatott a blues. Jimmie Rodgers, Moon Mullican, Bob Wills, Bill Monroe és Hank Williams többször is hangoztatták, hogy ők inkább bluesénekesek, zenéjük merőben más mint a korabeli country pop-előadóké, például Eddy Arnoldé. Több hetvenes évekbeli country-előadó (például Willie Nelson és Waylon Jennings) is játszott bluest. Miután Jerry Lee Lewis a rock and roll hanyatlásakor visszatért a country-hoz, bluesos stílusban énekelte számait, és a lemezein gyakran szerepeltek bluesstandardek. Sok korai rock and roll-szám is bluesformára épül, például a That's All Right Mama, a Johnny B. Goode, a Blue Suede Shoes, a Whole Lotta Shakin' Goin On, a Shake, Rattle, and Roll vagy a Long Tall Sally. A korai afro-amerikai rockzenészek keverték a szexuális témákat a blueséval: "Got a gal named Sue, knows just what to do" (Tutti Frutti, Little Richard) vagy "See the girl with the red dress on, She can do the Birdland all night long" (What'd I Say, Ray Charles). A tizenkét ütemes blues felbukkan olyan újabb popszámokban is, mint Bob Dylan Obviously Five Believers-e, vagy az Esther and Abi Ofarim Cinderella Rockefella-ja.

## A pop-kultúrában

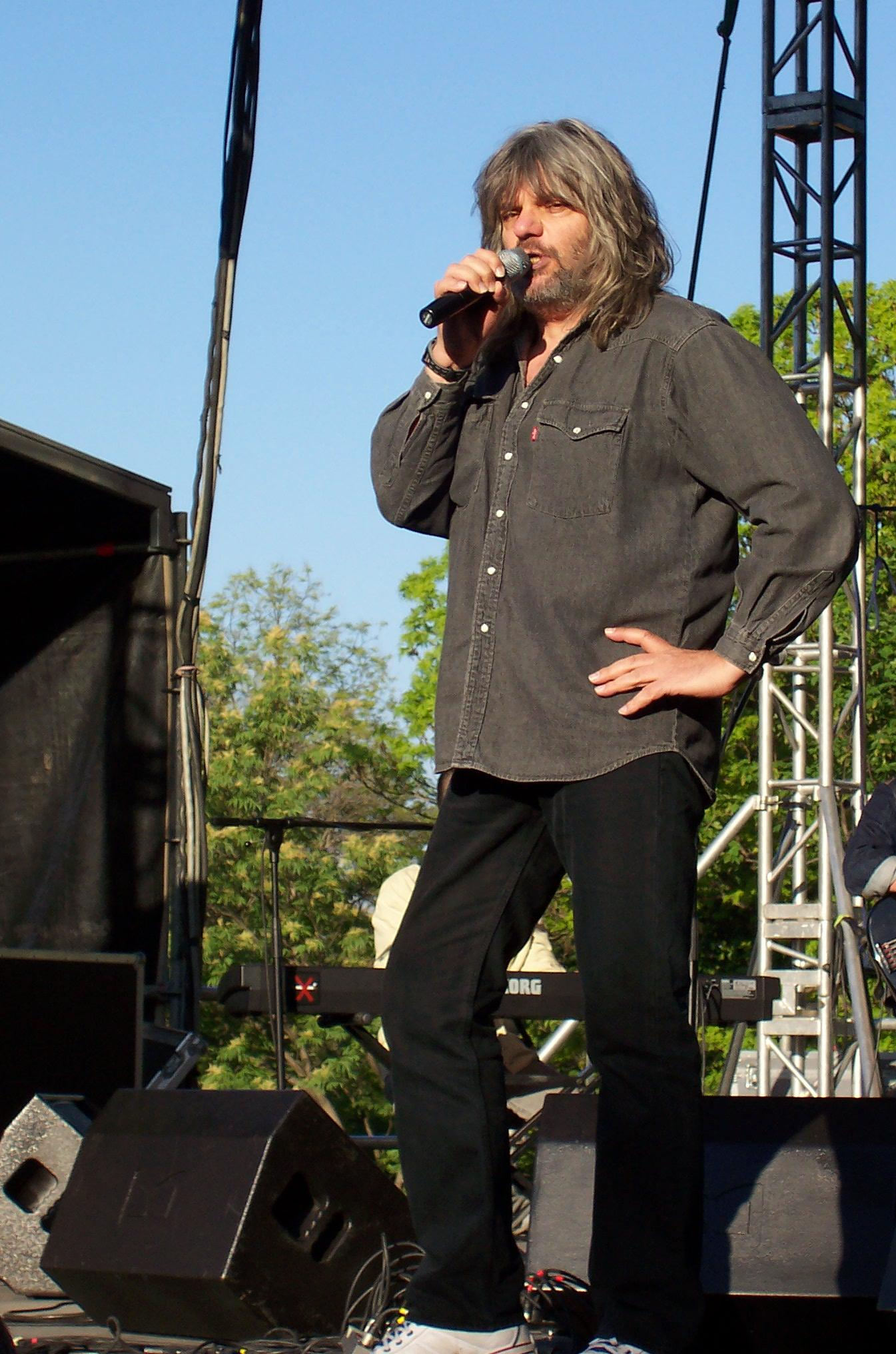
Hobo, a magyar blues egyik megteremtője

Mint a jazz, a rock and roll, a heavy metal, a hiphop, a reggae, a country és a popzene, a blues is sokak szerint az ördög zenéje, ami az erőszakot katalizálja. A kora húszas években a bluesnak rossz híre volt, főleg, miután fehérek is felfedezték maguknak. A századelőn W. C. Handy volt az első, aki popularizálni tudta ezt a zenét fehérek számára is.
A hatvanas-hetvenes években a blues reneszánszakor Taj Mahal akusztikusblues-zenész és a legendás texasi Lightnin’ Hopkins együtt szerezte a Sounder című film zenéjét, ami egyaránt kritikai és közönségsikert hozott, Taj Mahalnak pedig egy BAFTA és egy Grammy-díj jelölést a Legjobb Eredeti Filmzene kategóriájában, 1972-ben. Majdnem harminc évvel később Mahal zenét ír és bendzsón elő is adja azt a 2001-es Songcatherben, ami az appalachiai zenészekről szól.
Valószínűleg a legvitathatatlanabb jelentőséggel Dan Aykroyd és John Landis Blues Borthers című filmje rendelkezik, amiben olyan blueslegendák szerepelnek, mint Ray Charles, James Brown, Cab Calloway, Aretha Franklin és John Lee Hooker. Blues Brothers név alatt egy sikeres koncertturné is volt. Az 1998-as folytatás, a Blues Brothers 2000, bár nem volt akkora kasszasiker, mint elődje, talán még impozánsabb vendéglistával rendelkezik: B. B. King, Bo Diddley, Erykah Badu, Eric Clapton, Steve Winwood, Charlie Musselwhite, Blues Traveller, Jimmy Vaughn, Jeff Baxter.
2003-ban Martin Scorsese olyan projektet kezdeményezett, amellyel a fiatalabb generáció is megismerheti a bluest. Felkérte Clint Eastwoodot és Wim Wenderst, hogy elkészítsenek egy sorozatot a PBS-nek The Blues címmel. Emellett finanszírozta bluesválogatások megjelenését is.
Keb' Mo' bluesgitáros és énekes előadta az America, the Beautiful-t saját stílusában, az Elnök emberei című sorozat befejező részében.

## Magyar blues
Magyarországon az 1940-es években bukkant fel először hanglemezen blues, a Magyar Rádióban. Ebben az időben bluest csak dzsesszmuzsikusok játszottak. Önálló hazai műfajjá válását a Hobo Blues Band és Földes László "Hobo" megjelenésétől számítja a szakirodalom, melynek megalakulása 1978-ban datálódott. Az 1980-as években a megerősödött klubéletben egyre másra alakultak bluesbandák. Ma 60-80 blueszenekar működik. Hazánkban kevésbé válik külön a blues-rock és a tradicionális blueszene.
Ismertebb magyar blueszenészek: Berki Tamás, Földes László „Hobo”, Boros György, Hagyó Béla, Radics Béla, Ferenczi György, Török Ádám, Deák Bill Gyula, Zsoldos Tamás, Póka Egon, Tátrai Tibor, Bodonyi Attila, Takáts Tamás, Bornemissza Ádám, Pribojszki Mátyás, Szabó Tamás, Katona Tamás, Fekete Jenő, Benkő Zsolt, Oláh Andor, Orosz Andrea, Éles Gábor, Gál Csaba "Boogie", Little G Weevil (Szűcs Gábor).
Ismertebb magyar blueszenekarok: Bluestrain, Hobo Blues Band, Tátrai Band, Deák Bill Blues Band, Takáts Tamás & Dirty Blues Band, Tengs-Lengs, Palermo Boogie Gang, Last Blues Band, Rambling Blues Trio, Felkai Jam Band, Someday Baby, Blues For Sale.

### Magyarul
- LeRoi Jones: A blues népe. Néger zene a fehér Amerikában; ford. László Balázs, versford. Dávidházi Péter, utószó Pernye András; Európa, Budapest, 1970 (Modern könyvtár)
- Fekete Kálmán: Első magyar blueskönyv. Riportok, vallomások, tanulmányok és biográfiák; Alexandra, Pécs, 1996
- Fekete Kálmán: Blues 2; Gálos Nyomdász, Pécs, 1999 + CD
- Martsa Balázs: White boy blues. A fekete zene fehér mesterei; Periferic Records, Budapest, 1999
- Fekete Kálmán: Blues expedíció Chicagóban. Blues 3; Kódex Ny., Pécs, 2001
- Paul Oliver: A blues története; ford. Jávorszky Béla; DNM, Pusztazámor, 2002
- Nagy Tibor: A gyógyírként ható blues; Magyar Szó, Újvidék, 2008
- Az ötödik negyed. Halper László, Juhász Gábor, Benkő Imre, Benkő Zsolt, Légrády Péter, Gyémánt Bálint, Pribojszki Mátyás, Vas Zoli, Rieger Attila, Pintér Zsolt; szerk. Bornemissza Ádám; Kortárs, Budapest, 2014
- Kovács József: A blues története a kezdetektől napjainkig; Kossuth, Budapest, 2017
- Mihály Zoltán: 100 év blues Alabama. Amerika zenei gyökerei. Blues – ragtime – jazz – gospel – hillbilly – country – rhythm & blues – soul – rock – pop; szerzői, Orosháza, 2022

## Fordítás
- Ez a szócikk részben vagy egészben  a   Blues című angol Wikipédia-szócikk fordításán alapul.  Az eredeti cikk szerkesztőit annak laptörténete sorolja fel. Ez a jelzés csupán a megfogalmazás eredetét és a szerzői jogokat jelzi, nem szolgál a cikkben szereplő információk forrásmegjelöléseként.